# Mamak (district)
Mamak is een Turks district in de provincie Ankara en telt 503.663 inwoners (2025). Het district heeft een oppervlakte van 478,4 km². Hoofdplaats is Mamak.
De bevolkingsontwikkeling van het district is weergegeven in onderstaande tabel.
| 1997    | 2000    | 2007    | 2025    |
| ------- | ------- | ------- | ------- |
| 402.082 | 430.606 | 503.663 | 686.777 |